# Cardiocondyla stambuloffii
Cardiocondyla stambuloffii é uma espécie de formiga do gênero Cardiocondyla, pertencente à subfamília Myrmicinae.